# Certified Information Systems Security Professional
Certyfikat CISSP − certyfikat w obszarze bezpieczeństwa teleinformatycznego potwierdzający ekspercką wiedzę z zakresu zarządzania cyberbezpieczeństwem organizacji, przyznawany przez międzynarodową organizację ISC2. W czerwcu 2004 roku CISSP został pierwszym certyfikatem spełniającym standard ISO 17024:2003 oraz akredytowanym przez ANSI (American National Standards Institute). 

## Opis
Program nauczania CISSP dzieli certyfikację na różne tematy związane z bezpieczeństwem informacji, zwane domenami. Egzamin CISSP opiera się na tym, co (ISC)² określa jako Common Body of Knowledge (lub CBK). Według (ISC)² „CISSP CBK to taksonomia – zbiór tematów istotnych dla specjalistów ds. bezpieczeństwa informacji na całym świecie. CISSP CBK ustanawia wspólne ramy terminów i zasad bezpieczeństwa informacji, które umożliwiają specjalistom ds. bezpieczeństwa informacji na całym świecie omawianie, debatowanie i rozwiązywanie spraw dotyczących zawodu za wspólnym porozumieniem”. 
Zakres pytań na egzaminie CISSP podzielony jest na 8 obszarów:
1. Zarządzanie bezpieczeństwem i ryzykiem
2. Bezpieczeństwo aktywów
3. Architektura i inżynieria bezpieczeństwa
4. Bezpieczeństwo komunikacji i sieci
5. Zarządzanie tożsamością i dostępem
6. Ocena i testowanie bezpieczeństwa
7. Operacje bezpieczeństwa
8. Bezpieczeństwo rozwoju oprogramowania

Egzamin składa się z 125−175 pytań w języku angielskim, a czas jego trwania to 4 godziny. 

### Wymagania
- Należy posiadać co najmniej pięć lat bezpośredniego doświadczenia w pracy w zakresie bezpieczeństwa w pełnym wymiarze godzin w dwóch lub więcej domenach bezpieczeństwa informacji (ISC)² (CBK). Można zrezygnować z jednego roku w przypadku ukończenia czteroletniej szkoły wyższej, posiadania tytułu magistra w dziedzinie bezpieczeństwa informacji lub posiadania jednego z określonych przez (ISC)² certyfikatów.  Kandydat bez pięcioletniego doświadczenia może uzyskać tytuł Associate of (ISC)², zdając wymagany egzamin CISSP, ważny maksymalnie przez pięć lat. W ciągu tych pięciu lat kandydat będzie musiał zdobyć wymagane doświadczenie i złożyć wymagany formularz potwierdzenia w celu uzyskania certyfikatu jako CISSP. Po spełnieniu wymagań dotyczących doświadczenia zawodowego certyfikat zostanie przekształcony w status CISSP.
- Potwierdzić doświadczenie zawodowe i zaakceptować Kodeks Etyki CISSP.
- Odpowiedzieć na pytania dotyczące karalności i swojego środowiska.
- Zdać egzamin wielokrotnego wyboru (cztery godziny, do 175 pytań, w egzaminie adaptacyjnym).
- Uzyskać potwierdzenie kwalifikacji przez innego posiadacza certyfikatu (ISC)² o dobrej reputacji.